# 群馬県立文書館
群馬県立文書館（ぐんまけんりつもんじょかん）は、群馬県前橋市に所在する公文書館である。約80万点の資料を所蔵する。

## 歴史
群馬県では1972年（昭和47年）の置県100周年を記念して、1974年度より「群馬県史」の編纂を開始した。その過程で、散逸や消滅の危機にある古文書や県の公文書の収集・保存・活用を行う専門機関の必要性が県史編纂関係者の間で認識されるようになった。1979年4月より県史編纂室で公文書館の設立準備が進められ、1981年6月9日に前橋市文京町に着工。1982年4月1日に建物の引き渡しを受け、同年11月1日に日本の公文書館としては10館目、都道府県立の施設としては4例目の公文書館として開館した。1993年（平成5年）3月末に県史編纂事業の終了に伴い、県史編纂室を廃止し県史関係資料の引き継ぎを受ける。群馬県庁舎建て替えに際し行政文書の増加が見込まれ、1994年10月から翌年9月にかけて書庫の増築が行われた。1997年5月には、群馬県内全市町村および県を会員とする群馬県市町村公文書等保存活用連絡協議会（群文協）が発足した。2010年6月には、所蔵する公文書約18,000点が国の重要文化財に指定された。
本館開館以前は群馬県議会図書室および群馬県立図書館で公文書を保存していた。なかでも、県議会図書室では歴史学者の萩原進が室長として歴史的公文書の収集・保存を行っており、実質的に公文書館の機能を担っていたと言える。

## 蔵書
2019年度末時点の所蔵資料の内訳は下記のとおりである（括弧内は閲覧公開文書数）。
- 行政文書 - 215,022冊（78,676冊）
- 古文書 - 496,627点（260,602点）
- 県史編さん事業引継文書 - 93,266点（70,751点）
- 計 804,915点・冊（410,029点・冊）

本館の大きな特徴の一つとして、明治から昭和の戦前にかけての多くの行政文書が国の重要文化財に指定されていることである。京都府・山口県・埼玉県に次ぐ4例目で、点数としては最多である。明治の行政文書3,605点、大正の行政文書2,031点、昭和戦前の行政文書3,071点、明治時代の地図1,595点など17,858点が2010年6月に重要文化財指定を受けた。この他、渋川市の「阿久澤順一家文書」668点が1997年3月、藤岡市（旧 鬼石町）「飯塚馨家文書」 18,115通が2001年3月、前橋藩主酒井家が作成した「元禄十五年上野国絵図」が2009年に群馬県の重要文化財指定を受けている。数多くの名湯を擁する群馬県の施設であることから、温泉に関する歴史的文書の所蔵や企画展の開催も行っている。
教育普及活動として、常設展・企画展、古文書講座や児童向けワークショップなどを実施している。
2019年度の閲覧者数は延べ1,629人。常設展のほか企画展などが行われ、2019年度の展示観覧者数は8,006人であった。

## 建築
JR前橋駅南口から徒歩約25分の、前橋市文京町の前橋二子山古墳の隣接地に位置する。路線バスでは、前橋駅北口から群馬中央バス「文書館入口」、永井バス「文書館入口」または「文京三自治会館前」下車、いずれも徒歩3分。
敷地面積は5,834.09m2で、1981年度に竣工した延床面積3,306m2の本館と、1995年9月に完成した延床面積2,495.51m2の新館からなる。いずれも地下2階・地上3階建て。書庫面積3,056m2、書架の延長は26,669mにおよび、日本の公文書館の中では有数の収蔵能力を持つ。